# Nokia Ghosthunters 2010
Questa voce raccoglie le informazioni riguardanti i Nokia Ghosthunters nelle competizioni ufficiali della stagione 2010.

## Maschile

### II-divisioona 2010

#### Stagione regolare
| Kuopio 29 maggio 2010, ore 15:00 1ª giornata | Kuopio Steelers | 16 – 0 | Nokia Ghosthunters | Väinölänniemen stadion |

| Joensuu 5 giugno 2010, ore 13:00 2ª giornata | Joensuu Wolves | 12 – 34 | Nokia Ghosthunters | Utran tekonurmi |

| Nokia 12 giugno 2010, ore 15:00 3ª giornata | Nokia Ghosthunters | 70 – 0 | Tampere Angels | Keskusurheilukenttä |

| Lahti 19 giugno 2010, ore 12:00 4ª giornata | Lahti Jets | 0 – 59 | Nokia Ghosthunters | Lahden kisapuisto |

| Nokia 24 luglio 2010, ore 15:00 5ª giornata | Nokia Ghosthunters | 46 – 6 | Jyväskylä Pirates | Keskusurheilukenttä |

#### Playoff
| Nokia 14 agosto 2010, ore 17:00 Wild Card | Nokia Ghosthunters | 13 – 7 | Salo Scorpions | Keskusurheilukenttä |

| Vaasa 22 agosto 2010, ore 14:00 Semifinale | Vaasa Vikings | 28 – 20 | Nokia Ghosthunters | Palosaaren kenttä |

### Statistiche di squadra
| Competizione      | %Vittorie | In casa | In casa | In casa | In casa | In casa | In casa | In trasferta | In trasferta | In trasferta | In trasferta | In trasferta | In trasferta | Totale | Totale | Totale | Totale | Totale | Totale |
| Competizione      | %Vittorie | G       | V       | N       | P       | Pf      | Ps      | G            | V            | N            | P            | Pf           | Ps           | G      | V      | N      | P      | Pf     | Ps     |
| ----------------- | --------- | ------- | ------- | ------- | ------- | ------- | ------- | ------------ | ------------ | ------------ | ------------ | ------------ | ------------ | ------ | ------ | ------ | ------ | ------ | ------ |
| Stagione regolare | .800      | 2       | 2       | 0       | 0       | 116     | 6       | 3            | 2            | 0            | 1            | 93           | 28           | 5      | 4      | 0      | 1      | 209    | 34     |
| Playoff           | .500      | 1       | 1       | 0       | 0       | 13      | 7       | 1            | 0            | 0            | 1            | 20           | 28           | 2      | 1      | 0      | 1      | 33     | 35     |
| Totale            | .714      | 3       | 3       | 0       | 0       | 129     | 13      | 4            | 2            | 0            | 2            | 113          | 56           | 7      | 5      | 0      | 2      | 242    | 69     |

## Femminile

### Naisten Vaahteraliiga 2010

#### Stagione regolare
| Nokia 16 maggio 2010, ore 14:00 1ª giornata | Nokia Ghosthunters | 0 – 60 | Helsinki Lady Demons | Keskusurheilukenttä |

| Jyväskylä 23 maggio 2010, ore 11:00 2ª giornata | Jyväskylä Jaguars | 50 – 14 | Nokia Ghosthunters | Palokan urheilukeskus |

| Joensuu 30 maggio 2010, ore 13:00 3ª giornata | Joensuu Wolves | 12 – 38 | Nokia Ghosthunters | Utran tekonurmi |

| Helsinki 6 giugno 2010, ore 14:00 4ª giornata | Helsinki Roosters | 85 – 0 | Nokia Ghosthunters | Velodromo di Helsinki |

| Nokia 13 giugno 2010, ore 14:00 5ª giornata | Nokia Ghosthunters | 8 – 52 | Oulu Northern Lights | Keskusurheilukenttä |

### Statistiche di squadra
| Competizione      | %Vittorie | In casa | In casa | In casa | In casa | In casa | In casa | In trasferta | In trasferta | In trasferta | In trasferta | In trasferta | In trasferta | Totale | Totale | Totale | Totale | Totale | Totale |
| Competizione      | %Vittorie | G       | V       | N       | P       | Pf      | Ps      | G            | V            | N            | P            | Pf           | Ps           | G      | V      | N      | P      | Pf     | Ps     |
| ----------------- | --------- | ------- | ------- | ------- | ------- | ------- | ------- | ------------ | ------------ | ------------ | ------------ | ------------ | ------------ | ------ | ------ | ------ | ------ | ------ | ------ |
| Stagione regolare | .200      | 2       | 0       | 0       | 2       | 8       | 112     | 3            | 1            | 0            | 2            | 52           | 147          | 5      | 1      | 0      | 4      | 60     | 259    |
| Totale            | .200      | 2       | 0       | 0       | 2       | 8       | 112     | 3            | 1            | 0            | 2            | 52           | 147          | 5      | 1      | 0      | 4      | 60     | 259    |